# Claire Tefnin
Claire Tefnin est une actrice belge.
Interprète au théâtre de plusieurs rôles secondaires ou principaux, elle a obtenu de nombreuses éloges pour son jeu de comédienne, notamment le prix de meilleur espoir féminin. Également active en Belgique dans le doublage, elle est notamment la voix usuelle de l'actrice Caitriona Balfe depuis son personnage de Claire Fraser, même au sein de doublages de films faits principalement en France. Elle est la voix des personnages de Twilight Sparkle dans My Little Pony, Zoé dans Pokémon, Temari et Shizune dans Naruto et Naruto Shippuden, Sarada dans Boruto: Naruto Next Generations , la princesse Elena Castillo Flores dans Elena d'Avalor.

## Biographie
Après une formation théâtrale au Conservatoire de Mons, Claire Tefnin commence sa carrière en 1995 avec la pièce de théâtre En attendant les bœufs puis enchaîne les rôles dans plusieurs pièces, joue à la télévision et fait des apparitions dans quelques longs ou courts métrages,. 
Ses diverses interprétations au théâtre ne passent pas inaperçues et reçoit des critiques positives par la presse belge d'envergure nationale et une nomination dans la catégorie « Meilleure espoir féminin,,,,,,,,, ».
En parallèle, elle est aussi active dans le doublage. Elle est notamment la voix de l'actrice Caitriona Balfe (depuis son personnage de Claire Fraser) dans la série télévisée Outlander, de l'actrice Greeicy Rendón (Daisy O'Brian) dans Chica vampiro, ainsi que de nombreux personnages au sein de l'animation comme Twilight Sparkle dans My Little Pony, Chatta dans Winx Club ou encore plus récemment de la princesse Elena Castillo Flores dans Elena d'Avalor.

## Théâtre
- 1995-1996 : En attendant les bœufs de Christian Dob, mise en scène par Raymond Aveniere : Isabelle
- 1996 : Émilie Jolie de Philippe Chatel, mise en scène par Marine Haulot et David-Alexandre Maricq : Émilie Jolie
- 1996-1997 : Les Temps difficiles d'Édouard Bourdet, mise en scène par Claude Volter : Anne-Marie
- 1997-1998 : Le roi se meurt d'Eugène Ionesco, mise en scène par Jean-Claude Idée : la reine Marie
- 1997-1998 : L'École des femmes de Molière, mise en scène par Frank Dunlop
- 1997-1998 : Le Jeu de l'amour et du hasard de Marivaux, mise en scène par Léonil McCormick
- 1998-1999 : Frankenstein d'après le roman de Mary Shelley, mise en scène par Léonil McCormic
- 1999-2000 : Les Liaisons dangereuses de Christopher Hampton d'après Choderlos de Laclos, adaptée par Jean-Claude Brisville, mise en scène par Claude Enuset : Cécile de Volanges
- 2000-2001 : L'Importance d'être constant d'Oscar Wilde, adaptée par Jean-Michel Déprats, mise en scène par Gérald Marti : Cecily Cardew
- 2000-2001 : Les Précieuses ridicules de Molière, mise en scène par Bernard Lefrancq
- 2002-2006 : L'Opéra des gueux d'après Beggar's Opera de John Gay, adaptation et mise en scène par Bernard Damien
- 2002-2003 : L'Avare de Molière, mise en scène par Bernard Lefrancq : Marianne
- 2003-2004 : Cyrano de Bergerac d'Edmond Rostand, mise en scène par Jean-Claude Idée : La Bouquetière, Barthénoïde, Sœur Claire
- 2004-2005 : Le Nouveau Testament de Sacha Guitry, mise en scène par Pierre Fox : Juliette Lecourtois
- 2005-2006 : Le Laboratoire des hallucinations d'après Nils E. Olsen, d'André de Lorde et Henri Baude, mise en scène par Emmanuel Dekoninck
- 2007-2010 : Garbo n'a plus le sourire de Vinciane Moeschler, mise en scène par Véronique Biefnot : Jeanne
- 2007-2008 : Le Plus Heureux des trois d'Eugène Labiche, mise en scène	par Bernard Lefrancq : Berthe, Pétunia
- 2010-2011 : Milady d'Éric-Emmanuel Schmitt, mise en scène par Pascal Racan d'après le roman d'Alexandre Dumas Les Trois Mousquetaires (Abbaye de Villers-la-Ville) : Constance Bonacieux
- 2012-2014 : Frankenstein ou le Prométhée moderne de Stefano Massini, mise en scène par Emmanuel Dekoninck d'après le roman de Mary Shelley (Abbaye de Villers-la-Ville) : Elisabeth

## Filmographie

### Cinéma

#### Longs métrages
- 1999 : Rosetta de Jean-Pierre Dardenne et Luc Dardenne : la fille dans le vestiaire
- 2005 : La Couleur des mots de Philippe Blasband : Marianne
- 2007 : Coquelicots de Philippe Blasband : Béa

#### Courts métrages
- 1999 : Les Amazones
- 2002 : Premier Amour

### Télévision
- 1998 : Théo et Marie (téléfilm) : Isabelle
- 2009 : Les ÉmotiConnes de Sébastien Fernandez et Karim Brusseleers : Nandinne (5 épisodes)

## Doublage

### Cinéma

#### Films
- Emma Roberts dans :
  - Aquamarine (2006) : Claire
  - Le Jour où je l'ai rencontrée (2011) : Sally Howe

- Kate Mara dans :
  - Transsibérien (2008) : Abby
  - 10 ans déjà ! (2012) : Elise

- Caitriona Balfe dans :
  - Le Mans 66 (2019) : Mollie Miles
  - Belfast (2021) : Ma

- 1996[n 1] : Spoof Movie : la mère de Cendar (Vivica A. Fox)
- 2005 : Dirty Love : Carrie Carson (Kam Heskin)
- 2005 : Nana : Nana Komatsu (Aoi Miyazaki)
- 2006 : Another Gay Movie : Daisy (Joanna Leeds)
- 2009 : 12 Rounds : Erica Kessen (Taylor Cole)
- 2010 : Love and Secrets : Sharon McCarthy (Liz Stauber)
- 2010 : TV Show : Shoko Suwana (Haruka Ayase)
- 2012 : The First Time : Jane Harmon (Victoria Justice)
- 2012 : Fight Games : Eva (Alison Pill)
- 2012 : V/H/S : Emily (Helen Rogers (en))
- 2013 : The Double : Melanie Papadopoulos (Yasmin Paige)
- 2013 : The East : Sarah (Brit Marling)
- 2013 : All About Albert : ? (?)
- 2013 : Une belle fin : Kelly Stoke (Joanne Froggatt)
- 2014 : Le Monde de Nathan : Zhang Mei (Jo Yang)
- 2014 : Into the Woods : la femme du boulanger (Emily Blunt)
- 2014 : Sils Maria : Nelly (Luise Berndt)
- 2014 : Skin Trade : Min (Celina Jade)
- 2015 : Knock Knock : Karen Alvarado (Ignacia Allamand (es))
- 2015 : The Witch : Thomasin (Anya Taylor-Joy)
- 2015 : Ratter (en) : Emma Taylor (Ashley Benson)
- 2016 : Mr. Church : Charlotte Brooks (Britt Robertson)
- 2016 : Tini : La Nouvelle Vie de Violetta : Angie Carrará (Clara Alonso)
- 2017 : Tulip Fever : Maria (Holliday Grainger)
- 2017 : The Villainess : Sook-hee (Kim Ok-vin)
- 2018 : Status Update (en) : Dani McKenzie (Olivia Holt)
- 2018 : Assassination Nation : Em Lacey (Abra)
- 2018 : Mara : Helena (Rosie Fellner)
- 2019 : Black Christmas : Riley Stone (Imogen Poots)
- 2019 : Une famille sur le ring : Jeri-Lynn (Kimberly Matula)
- 2019 : Sorry to Bother You : la femme blanche anglaise de Detroit (Lily James) (voix)
- 2019 : Little : Emily (Jade Fernandez)
- 2019 : Greed : Melanie (Sarah Solemani)
- 2019 : Face à la nuit : la fille de Zhang Dong Ling[16]
- 2020 : A Perfect Enemy : Isabelle (Marta Nieto)
- 2020 : J'y crois encore : Heather Henning (Melissa Roxburgh)
- 2021 : Défense d'atterrir : Kim Sook-hee, la ministre (Jeon Do-yeon) et Yoon-seon [Qui ?]
- 2021 : Pleasure : Ashley (Dana DeArmond)
- 2022 : Ne dis rien : Karin (Karina Smulders)
- 2022 : Vivre : Mme Margaret Harris (Aimee Lou Wood)
- 2022 : American Carnage (en) : ? (?)
- 2022 : The Drop (en) : ? (?)
- 2023 : Kandahar : Corrine Harris (Rebecca Calder (en)) (voix)
- 2023 : Simulant (en) : Jing (Christine L. Nguyen)
- 2023 : Five Nights at Freddy's : Vanessa Monroe (Elizabeth Lail)
- 2023 : Supercell : ? (?)
- 2023 : La Colo des héros (en) : Selena (Amanda Leighton)
- 2023 : Sleep : Soo-jin (Jung Yu-mi)
- 2023 : Le Meilleur : Mme Sage (Kathryn Greenwood)
- 2023 : Les Feuilles mortes : Ansa (Alma Pöysti)
- 2023 : Sniper: G.R.I.T. : ? (?)
- 2023 : Dieu, tu es là ? C'est moi, Margaret : Barbara Simon (Rachel McAdams)
- 2023 : Nightman : ? (?)
- 2024 : Le Retour des Thunderman (en) : Cherry Seinfield (Audrey Whitby)
- 2024 : Woody Woodpecker : Alerte en colo (en) : Angie (Mary-Louise Parker)
- 2024 : Sweethearts (en) : Kelly (Olivia Nikkanen)
- 2025 : Bride Hard (en)

#### Films d'animation
- 2009 : Barbie et les Trois Mousquetaires : Aramina
- 2010 : Barbie et le Secret des sirènes : Hadley
- 2010 : Barbie : La Magie de la mode : Teresa
- 2011 : Barbie, apprentie princesse : Delancy
- 2012 : Barbie : Le Secret des sirènes 2 : Hadley
- 2013 : Barbie : Rêve de danseuse étoile : Fée Dragée
- 2013 : My Little Pony: Equestria Girls : Twilight Sparkle
- 2013 : Barbie : Mariposa et le Royaume des fées : Princesse Catania
- 2013 : Barbie et ses sœurs au club hippique : Skipper
- 2014 : Barbie et la Porte secrète : Jenna
- 2014 : My Little Pony: Equestria Girls – Rainbow Rocks : Twilight Sparkle
- 2015 : Boruto : Naruto, le film  : Sarada Uchiwa
- 2015 : My Little Pony: Equestria Girls – Friendship Games : Twilight Sparkle
- 2016 : My Little Pony: Equestria Girls – Legend of Everfree : Twilight Sparkle
- 2016 : Les Rois de la glisse 2 : Lani Aliikai
- 2017 : My Little Pony, le film : Twilight Sparkle
- 2021 : My Little Pony : Nouvelle Génération : Twilight Sparkle
- 2021 : Mon ninja et moi 2 : Sirena
- 2021 : Le Royaume des étoiles (en) : la Fée de la Nuit
- 2022 : La Guerre des Dieux (en) : Wan Luo

### Télévision

#### Téléfilms
- 2011 : Lemonade Mouth : Stella Yamada (Hayley Kiyoko)
- 2011 : Le Geek charmant : Catline (Kacey Rohl)
- 2011 : Le Combat de ma fille : Alexa Simons (Tess Aktins)[Information douteuse]
- 2012 : Piégée à 17 ans : Angela Curson (Taylor Spreitler)
- 2014 : Le Garçon idéal : Nevae Barnes (Ashley Argota)
- 2016 : Le Swap : Mackenzie Wick (Devyn Nekoda (en))
- 2018 : Un Noël sous les projecteurs : Anna (Tamara Almeida)
- 2018 : Oups ! (es) : ? ( ? )
- 2020 : Personne ne me séparera de mon enfant ! : Amanda Archer (Cassie Howarth)
- 2021 : À la recherche de mon Père Noël : Erika (Getenesh Berhe)
- 2021 : Dans les draps d'un prédateur : Courtney (Leigha Sinnott)
- 2023 : L'amour dans l'oreillette : Sam Mason (Jenna Michno)
- 2024 : Descendants : L'Ascension de Red : Uliana (Dara Reneé (en) )

#### Séries télévisées
- Sierra McCormick dans :
  - Section Genius (2011-2014) : Olive Doyle (62 épisodes)
  - Jessie (2011-2014) : Franny la « Frappadingue » (saison 1, épisodes 7 et 23 et saison 3, épisode 11)

- Olivia Holt dans :
  - Tatami Academy (2011-2015) : Kim Crawford (69 épisodes)
  - C'est pas moi ! (2014-2015) : Lindy Watson (39 épisodes)

- 2005-2007 : Le Crash du vol 29 : Taylor (Lauren Storm (en))
- 2006-2011 : Torchwood : Gwen Cooper (Eve Myles)
- 2008-2010 : Les Contes de Grimm
  - 2008 : Frérot et Sœurette de la série
  - 2009 : Le Chat botté de la série Les Contes de Grimm
  - 2010 : La Lumière Bleue dans la série Les Contes de Grimm
  - 2010 : La Princesse au petit pois de la série Les Contes de Grimm
- 2008-2010 : La Nouvelle Vie de Gary :  : Allison Brooks (Paula Marshall)
- 2009-2010 : Jake et Blake : Hope (Sofía Reca (es))
- 2009-2011 : Les Vies rêvées d'Erica Strange : Claire (Laurence Leboeuf)
- 2012-2014 : Crash & Bernstein : Cleo Bernstein (Landry Bender)
- 2012-2013 : Wolfblood : Le Secret des loups : Maddie Smith (Aimee Kelly)
- 2012-2013 : Summer Break Stories : Dana Treslan (Nuel Berkovich)
- 2012-2015 :  Violetta : Angie Saramego (Clara Alonso)
- 2012-2016 : House of Lies : Monica Talbot (Dawn Olivieri)
- 2013 : Chica vampiro : Daisy O'Brian (Greeicy Rendón)
- 2013-2014 : The Carrie Diaries : Jill « Mouse » Chen (Ellen Wong)
- 2013-2016 : Masters of Sex : Libby Masters (Caitlin Fitzgerald)
- 2013-2019 : Orange Is the New Black : Lorna Morello (Yael Stone)
- 2013-2023 : Les Goldberg : Erica Goldberg (Hayley Orrantia) (229 épisodes)
- 2014 : Houdini, l'illusionniste : Bess Houdini (Kristen Connolly) (mini-série)
- 2014-2015 : The Red Road : Rachel Jensen (Allie Gonino)
- 2014-2015 : Teen Witch : Madeleine « Maddie » Van Pelt (Paris Smith (en))
- 2014-2015 : Transparent : Sydney « Syd « Feldman (Carrie Brownstein)
- 2014-2016 : Velvet : Doña Patricia Márquez (Miriam Giovanelli)
- 2014-2017 : Les Chroniques d'Evermoor : Bella (Georgia Lock (en))
- 2014-2018 : Les Thunderman : Cherry Seinfield (Audrey Whitby)
- 2014-2018 : Girlfriends' Guide to Divorce : Phoebe Wells (Beau Garrett)
- depuis 2014 : Outlander : Claire Randall puis Fraser (Caitriona Balfe)
- 2015 : Helix : Sœur Anne (Severn Thompson)
- 2015 : Wicked City : Betty Beaumontaine (Erika Christensen)
- 2015-2016 : Best Friends Whenever : Cyd Ripley (Landry Bender)
- 2016 : Hooten and the Lady : Lady Alex Lindo-Parker (Ophelia Lovibond)
- 2016-2018 : Degrassi : La Nouvelle Promo : Esme Song (Chelsea Clark)
- 2016-2017 : Dirk Gently, détective holistique : Tina Tevetino (Izzie Steele)
- 2017 : Channel Zero : Margot Sleator (Amy Forsyth)
- 2017 : The Family : Willa Warren (Alison Pill)
- 2017-2019 : Des amis d'université : Marianne (Jae Suh Park (en))
- 2017-2019 : Kally's Mashup, la voix de la pop : Olivia Grimaldi (Milagros Masini)
- 2017-2018 : Beyond : Willa Frost (Dilan Gwyn (en))
- 2018 : Law and Order True Crime : Judalon Smyth (Heather Graham)
- 2018 : The Arrangement : Megan Morrison (Christine Evangelista)
- 2018 : Waco : Judy Schneider (Andrea Riseborough) (mini-série)
- 2018-2019 : Light as a Feather : Olivia Richmond (Peyton Roi List)[Information douteuse]
- 2018-2020 : Alexa et Katie  : Katie Cooper (Isabel May)
- 2019-2020 : Bia : Ana da Silva / Helena Urquiza (Gabriella Di Grecco (pt))
- 2020 : Truth Seekers : Astrid (Emma D'Arcy)
- 2020 : Romulus : Gala (Ivana Lotito (it)) (saison 1)
- 2020-2022 : La Vengeance d'une femme (tr) : Bahar Gelik/Ergener (Yeliz Kuvancı (tr)) (48 épisodes)
- 2020-2023 : The Hardy Boys : Gertrude « Trudy » Hardy (Bea Santos)
- 2021 : Mystic (en) : ? (?) (saison 2)
- 2022 : Super Pumped : Gabi Holzwarth (Bridget Gao Hollitt)
- 2022 : À moi la nuit, toi le jour : Kay (Klariza Clayton)
- 2022 : Bosé (es) : Lucia Bosè (Valeria Solarino)
- 2022 : The Head : Erika Fisher (Tania Watson) (saison 2)
- 2022-2024 : Le Blues du Maestro (en) : Klelia (Klelia Andriolatou)
- 2023 : Waco : L'Après : Carol Howe (en) (Abbey Lee) (mini-série)
- 2023 : Ten Pound Poms (en) : Annie Roberts (Faye Marsay)
- 2023 : Archie (en) : Dyan Cannon (Laura Aikman (en)) (mini-série)
- depuis 2023 : The Ark : Sharon Garnet (Christie Burke (en))
- 2024-2025 : J'irai cracher sur vos tombes : Danna Mendosa (Carolina Serrano)

#### Séries d'animation
- 1999[n 2] : One Piece : Makino (épisodes 4 à 45), Oignon (épisodes 9 à 17)
- 2000-2002[n 3] : Ippo: The Fighting! : Tomoko Yamaguchi
- .hack//Roots : Tabby
- Air Gear : Emiri/Émilie Adachi
- Akashic Records of Bastard Magic Instructor : Celica Arfonia
- Arthur : Ladonna
- Ayakashi: Japanese Classic Horror - Tenshu Monogatari : Tamoki
- Barbie et sa maison de rêve : Teresa
- Beyblade: Metal Fusion : Madoka
- Beyblade: Metal Masters : Madoka
- Beyblade: Metal Fury : Madoka
- Beyblade: Shogun Steel : Madoka
- Boys Be... (en) : Kazama Yumi
- Darling in the Franxx : Zero Two
- Défis extrêmes : Sophie, Sophia et Carine
- Ever After High : C.A. Cupid
- Fate/Apocrypha  : Celenike
- Kenshin le vagabond : Misao Makimachi et Tsubame Sanjō
- Les Enquêtes de Kindaichi : Miyuki Nanase
- Linus et Boom : Monroe (création de voix)
- Little Witch Academia : Atsuko « Akko » Kagari
- Magic Knight Rayearth : Fuu
- Marvel Anime: Iron Man : Nanami Ota
- Marvel Anime: Wolverine : Min
- Miss Kobayashi's Dragon Maid : Georgie Saikawa
- My Little Pony : Les amies, c'est magique : Twilight Sparkle
- My Little Pony: Pony Life : Twilight Sparkle
- Naruto et Naruto Shippūden : Kurotsuchi, Temari et Shizune
- Pichi Pichi Pitch : La Mélodie des Sirènes : Noëlle Aiiro (saison 2)
- Pinypon : Liv
- Pokémon Diamant et Perle : Zoé
- Puppy in My Pocket: Adventures in PocketVille : Flo
- Regular Show : Cathy Nuage
- Robot Chicken : La schtroumpfette, Peach, voix additionnelles (saison 6-)
- Saint Seiya : Chapitre Hadès : Shunrei
- SheZow : Kelly
- Sid, le petit scientifique : la mère
- Slugterra : Les Mondes souterrains : Trixie
- Sorcière de l'ouest : Firiel Dee
- Star Butterfly : Mme Diaz / Janna Ordania
- Winx Club et Poppixies : Chatta
- Yu-Gi-Oh! Zexal : Tori Meadows
- Yu-Gi-Oh! Arc-V : Zuzu Boyle
- Rozen Maiden : Suigintou
- Shugo Chara! : Dia
- The Day I Became a God : Kyoko Izanami
- Violet Evergarden : Erica Brown
- Yōjo Senki: Saga of Tanya the Evil : Tanya von Degurechaff
- Baymax et les Nouveaux Héros : Honey Lemon
- La Colo magique : Hérissonne
- The Rising of the Shield Hero : Malty S Melromarc
- 2017-2023 : Boruto: Naruto Next Generations : Sarada Uchiwa, Temari Nara, Shizune
- 2021 : The Dungeon of Black Company : Shia[n 4]
- 2023 : Trigun Stampede : Meryl
- 2023 : Tokyo Revengers : Inui Akane
- 2023 : Tengoku-Daimakyō : l'aubergiste
- 2023-2024 : Synduality: Noir : Maria
- 2024 : I Was Reincarnated as the 7th Prince so I Can Take My Time Perfecting My Magical Ability : Sylpha
- 2024 : Grisù : Olivia
- 2024 : The Wrong Way to Use Healing Magic : Inukami Suzune
- 2025 : To Be Hero X : Queen[17]
- 2025 : Mobile Suit Gundam GQuuuuuuX : Nyaan

### Jeux vidéo
- 2023 : Naruto x Boruto: Ultimate Ninja Storm Connections : Sarada Uchiwa et Temari